# Asparago rosa di Mezzago
L'asparago rosa di Mezzago De.C.O. è una qualità di Asparagus officinalis coltivata esclusivamente a Mezzago in provincia di Monza e della Brianza.
Nel resto dell'Italia, ad eccezione di Cilavegna, si producono turioni completamente verdi o bianchi, mentre quelli raccolti a Mezzago hanno l'apice rosato (3-4 centimetri) e la restante parte completamente bianca.
La produzione inizia i primi giorni di aprile e termina circa a fine maggio. Il caratteristico colore e le peculiari qualità organolettiche, frutto di un terreno particolarmente favorevole (argilloso con presenza di minerali ferrosi) rendono l'asparago rosa unico e particolarmente pregiato.
Nel 2000 questo prodotto è divenuto De.C.O. (denominazione comunale).
Il colore rosa della punta è dovuto all'esposizione alla luce del sole per un tempo limitatissimo: dall'alba alla raccolta (che avviene nelle prime ore del mattino). L'asparago cresce dalla radice verso l'alto oltrepassando uno strato di terreno sabbioso.

## Cucina
I piatti tipici che si possono gustare a Mezzago sono il risotto con gli asparagi, le lasagne verdi agli asparagi, il branzino con gli asparagi, asparagi con uova o olio, arrosto agli asparagi, rollé di maialino agli asparagi.